# William Morgan Sheppard
Pour les articles homonymes, voir Sheppard.
William Morgan Sheppard est un acteur britannique né à Londres le 24 août 1932 et mort le 6 janvier 2019 à Los Angeles.

## Biographie
Sheppard est diplômé de l'Académie royale des arts dramatiques en 1958 [citation nécessaire] avant de passer 12 ans en tant qu'artiste associé à la Royal Shakespeare Company. Il est apparu à Broadway dans Marat / Sade (1966) et dans Sherlock Holmes (1975). Il a remporté le prix du Cercle des critiques dramatiques de Los Angeles pour The Homecoming en 1995.

### Famille
Son fils, Mark Sheppard, est également acteur.

## Filmographie

### Cinéma

#### Courts métrages
- 2008 : The Show : Angry Writer
- 2013 : Arad : King
- 2014 : The Clearing : Father Paul

#### Longs métrages
- 1962 : Strongroom : Alec
- 1967 : Marat-Sade de Peter Brook : un animal fou
- 1968 : Tell Me Lies de Peter Brook : invité
- 1977 : Les Duellistes (The Duellists) de Ridley Scott : Le maître d'armes
- 1977 : Rachel and the Beelzebub Bombardiers : Salvationist
- 1980 : Voltan le barbare (Hawk the Slayer) : Ranulf
- 1980 : Le Commando de Sa Majesté (The Sea Wolves) d'Andrew V. McLaglen : "Patch" Lovecroft
- 1980 : Elephant Man (The Elephant Man) de David Lynch : Homme dans le pub
- 1982 : Nutcracker : George Peacock
- 1983 : La Forteresse noire (The Keep) de Michael Mann : Alexandru
- 1984 : Signé : Lassiter (Lassiter) de Roger Young : Sweeny
- 1985 : Le Docteur et les Assassins (The Doctor and the Devils) de Freddie Francis : Landlord
- 1986 : Lady Jane de Trevor Nunn : bourreau
- 1987 : Cry Freedom de Richard Attenborough : policier
- 1988 : Elvira, maîtresse des ténèbres (Elvira, Mistress of the Dark) : Vincent Talbot
- 1988 : Le Dindon de la farce (Lucky Stiff) : Pa
- 1990 : Sailor et Lula (Wild at Heart) de David Lynch : M. Reindeer
- 1991 : Star Trek 6 : Terre inconnue (Star Trek VI : The Undiscovered Country) de Nicholas Meyer : commandant Klingon
- 1992 : There Goes the Neighborhood : Trick Bissell
- 1993 : Taking Liberty
- 1993 : Le Bazaar de l'épouvante (Needful Things) de Fraser Clarke Heston : Père Meehan
- 1993 : Gettysburg de Ronald F. Maxwell : Maj. Gen. Isaac R. Trimble / Narrateur
- 1996 : Les Enfants du diable (Sometimes They Come Back... Again) d'Adam Grossman : Père Archer Roberts
- 1997 : Hurricane Festival de Chi Y. Lee : Charles
- 1997 : Nether World : Old Timer
- 1998 : Pocahontas 2 : Un monde nouveau (Pocahontas II: Journey to a New World) (vidéo) de Tom Ellery et Bradley Raymond : voix additionnelles
- 1999 : Cap Pirates (Treasure of Pirate's Point) : Charles Vane / Capitaine
- 1999 : The Hungry Bachelors Club : M. Ringold
- 2000 : Along the Way (The Haven) : M. Hereck
- 2001 : Room 101 : Landers
- 2003 : Gods and Generals de Ronald F. Maxwell : Maj. Gen. Isaac Trimble
- 2003 : Florida City : Taylor
- 2003 : Les Énigmes de l'Atlantide (Atlantis: Milo's Return) (vidéo) de Victor Cook, Toby Shelton et Tad Stones : Erik Hellstrom (voix)
- 2005 : Soldier of God : Raymond of Tripoli
- 2006 : Love's Abiding Joy : Scottie (as W. Morgan Sheppard)
- 2006 : Le Prestige (The Prestige) de Christopher Nolan : Merrit
- 2007 : Transformers de Michael Bay : Captain Archibald Amundsen Witwicky
- 2008 : Le Fantôme de mon ex-fiancée (Over Her Dead Body) de Jeff Lowell : Père Marks
- 2008 : Japan : The Voice
- 2008 : So Long Jimmy : Poppy Garfield
- 2009 : Star Trek de J. J. Abrams : ministre de la science Vulcain (non crédité)
- 2010 : For Christ's Sake : Father Monahan
- 2010 : Meeting Spencer : Larry Lind
- 2012 : The Last Mark : Uncle Bill
- 2012 : Mysterious Island : Captain Nemo
- 2013 : Free Birds : voix additionnelles (voix)
- 2013 : April Apocalypse : Pops
- 2013 : The Devil's Dozen
- 2014 : An Enemy of the People : Horster
- 2016 : Last Man Club (en) : Will

### Télévision

#### Séries télévisées
- 1962 - 1976 : Z Cars :
  - (saison 2, épisode 14 : The Five Whistles) : Ron Probert
  - (saison 11, épisode 5 : Contact) : Joe Burnham
- 1971 : The Expert (saison 3, épisode 11 : Smithereens) : Landlord
- 1973 : The Up and Down, in and Out, Round About Man (saison 1, épisode 6 : The Winner)
- 1974 : Marked Personal : Hearst
  - (saison 1, épisode 65)
  - (saison 1, épisode 66)
- 1974 : Dial M for Murder (saison 1, épisode 6 : The Man in the Middle) : Usher
- 1974 : New Scotland Yard (saison 4, épisode 6 : All That Glitters) : Harry Haines
- 1974 : Crown Court (saison 3, épisode 37 : Nuts: Part 1) : Dr Martin Huntersmith
- 1975 : Regan (The Sweeney) (saison 1, épisode 2 : Jackpot) : Det. Chief Insp. Morrison
- 1975 : Churchill's People (saison 1, épisode 2 : The Lost Island) : Sabinianus
- 1976 : Chapeau melon et bottes de cuir (The Avengers) (saison 1, épisode 10 : Le Monstre des égouts) : Walters (as Morgan Shepherd)
- 1976 : Life and Death of Penelope (saison 1, épisode 4 : The Watcher) : Foreman
- 1977 : When the Boat Comes In : Dixon
  - (saison 3, épisode 13 : A Marriage & a Massacre)
  - (saison 3, épisode 14 : High Life & Hunger)
  - (saison 3, épisode 15 : Please Say Goodbye Before You Go)
- 1977 : London Belongs to Me (6 épisodes) : Henry Knockell
- 1977 : Target (saison 1, épisode 4 : Hunting Parties) : Barman
- 1977 - 1979 : The Onedin Line :
  - (saison 5, épisode 03 : Coffin Ships) : Sampson
  - (saison 7, épisode 05 : To Honour and Obey) : Ned Harris
- 1978 : Out (saison 1, épisode 5 : The Moment He Opened His Envelope) : M. Smith
- 1978 : Enemy at the Door (saison 1, épisode 1 : By Order of the Fuhrer) : Raymond Girard
- 1979 : Rebecca : Ben
  - (saison 1, épisode 2)
  - (saison 1, épisode 4)
- 1979 : Minder (saison 1, épisode 8 : Come in T-64, Your Time Is Ticking Away) : John
- 1979 : Les Professionnels (The Professionals) (saison 3, épisode 3 : La Mort du sphinx) : Malenski
- 1979 : The Legend of King Arthur (saison 1, épisode 1) : Gorlois
- 1979 : Sherlock Holmes and Doctor Watson : 
  - (saison 1, épisode 4 : Four Minus Four Is One) : Mischkin
  - (saison 1, épisode 9 : The Case of Harry Crocker) : Man in the Morgue
- 1979 : A Family Affair (mini-série) : Tom Benson
  - (saison 1, épisode 2 : That Settles It)
  - (saison 1, épisode 3 : Home Truths)
  - (saison 1, épisode 6 : Daytime Wife)
- 1980 : Shogun (mini-série) : Specz
- 1980 : La Maison de tous les cauchemars (Hammer House of Horror) (saison 1, épisode 9 : L'Aigle des Carpates) : jardinier de l'hôpital
- 1980 : Play for Today (saison 10, épisode 12 : Keep Smiling) : Harry Cowper
- 1981 : Masada (mini-série) (saison 1, épisode 1 : Part I) : Sergent
- 1981 : The Flame Trees of Thika (mini-série) : M. Roos
  - (saison 1, épisode 1 : The Promised Land)
  - (saison 1, épisode 2 : Hyenas Will Eat Anything)
  - (saison 1, épisode 5 : A Real Sportsman)
- 1981 : The Day of the Triffids (mini-série) (saison 1, épisode 1) : père de Bill
- 1981 : Rosie (saison 4, épisode 7 : Caught in the Act) : Tramp
- 1981 : Smuggler : Stanton
  - (saison 1, épisode 9 : Hogshead)
  - (saison 1, épisode 11 : An Eye for an Eye)
- 1981 : Sunday Night Thriller (saison 1, épisode 5 : Blunt Instrument: Part 2) : Karpov
- 1982 : Stalky & Co. (mini-série) (saison 1, épisode 3 : Slaves of the Lamp) : Roberts
- 1983 : The Outsider (saison 1, épisode 3 : A Question of Judgement) : Jack Jefford
- 1984 : Histoires singulières (saison 1, épisode 9 : Tableau d'un mort) : Mahaffy
- 1986 : Signé Cat's Eyes (C.A.T.S. Eyes) (saison 2, épisode 7 : La Route de la soie) : Roker
- 1986 : The Theban Plays by Sophocles (épisode : Oedipus at Colonus) : Chorus
- 1986 : Return to Treasure Island : Boakes
  - (saison 1, épisode 6 : The Crow's Nest)
  - (saison 1, épisode 7 : Fugitives)
  - (saison 1, épisode 10 : Treasure Island)
- 1987 - 1988 : Max Headroom (7 épisodes) : Blank Reg
- 1987 - 1989 : Guillaume Tell (Crossbow) : 
  - (saison 1, épisode 4 : La Caverne) : Parker
  - (saison 3, épisode 5 : Le Bandit de grand chemin) : Otto
- 1988 : La Malédiction du loup-garou (Werewolf) (saison 1, épisode 28 : Gray Wolf) : Gray Wolf 1988
- 1989 : We Are Seven (saison 1, épisode 4) : Bertrum Smythe
- 1989 : Star Trek : La Nouvelle Génération (Star Trek: The Next Generation) (saison 2, épisode 6 : Double Personnalité) : Dr Ira Graves
- 1989 - 1990 : MacGyver : Dr Zito
  - (saison 4, épisode 7 : Morts programmées)
  - (saison 6, épisode 6 : Un cours sur le mal)
- 1991 : Femmes d'affaires et dames de cœur (Designing Women) (saison 6, épisode 13 : Tales Out of School) : Professeur Burton
- 1993 : Code Quantum (Quantum Leap) (saison 5, épisode 22 : Le Grand Voyage) : Gooshie, the Miner
- 1993 : La Légende de Prince Vaillant (The Legend of Prince Valiant) : Sailor / Douglas
  - (saison 2, épisode 4 : Les Mendiants)
  - (saison 2, épisode 10 : Le Traitre)
  - (saison 2, épisode 33 : La Bague de vérité)
- 1993 - 1994 : SeaQuest, police des mers (seaQuest DSV) (7 épisodes) : The Professor (Hologram)
- 1993 - 1996 : Les Motards de l'espace (Biker Mice from Mars) (65 épisodes) : Lawrence Limburger (voix)
- 1994 - 1995 : Babylon 5 :
  - (saison 1, épisode 2 : Le Chasseur d'âmes) : The Soul Hunter
  - (saison 2, épisode 20 : L’Armée de lumière) : Warleader G'Sten
- 1995 : Iron Man : 
  - (saison 2, épisode 3 : Cell of Iron) : Dum Dum Dugan of SHIELD (voix)
  - (saison 2, épisode 4 : Not Far from the Tree) : Dum Dum Dugan (voix)
- 1995 : Frasier (saison 2, épisode 18 : Le Club select) : M. Drake
- 1995 : Arabesque (Murder, She Wrote) (saison 11, épisode 15 : Le Film Inachevé) : Dr Fredrick Grundberg
- 1995 - 1996 : Gargoyles, les anges de la nuit (6 épisodes) : Petros Xanatos / Odin / King Kenneth
- 1996 : Gargoyles: The Goliath Chronicles (saison 3, épisode 3 : Les Fugueurs) : agent de sécurité / Radar (voix)
- 1996 : American Gothic (saison 1, épisode 9 : Aller-retour en enfer) : M. Emmett
- 1996 : Poltergeist : Les Aventuriers du surnaturel (Poltergeist: The Legacy) (saison 1, épisode 1 : La Lumière - 1re Partie) : Grave Digger
- 1997 : Timecop (mini-série) (saison 1, épisode 1 : Rip in Time) : Inspecteur Wells
- 1998 : JAG (saison 3, épisode 24 : Jusqu'au bout du monde (1/2)) : Major Viktor Lushov
- 1999 : Timon et Pumbaa (Timon & Pumbaa) (saison 5, épisode 23 : One Tough Bug/Pirates of Pumbzance) : Capitaine Bloodbeard (voix)
- 1999 : Star Trek: Voyager (saison 5, épisode 14 : Un bonheur inespéré) : Qatai
- 1999 : Tracey Takes On... (saison 4, épisode 4 : Hair) : Charlie Ayliss
- 2000 : La Famille Delajungle (The Wild Thornberrys) (saison 2, épisode 34 : La Sécheresse) : Lead Jackal (voix)
- 2000 : Diagnostic : Meurtre (Diagnosis Murder) (saison 7, épisode 18 : Ainsi va la mort) : Dr Tom Arneberg
- 2000 - 2001 : Des jours et des vies (Days of our Lives) : Charles
  - (épisode 8960)
  - (épisode 8986)
  - (épisode 8990)
- 2001 : I My Me! Strawberry Eggs : Yachio Takugawa (voix anglaise)
- 2002 : Preuve à l'appui (Crossing Jordan) (saison 2, épisode 3 : Un trait sur le passé) : Clive Alpert
- 2002 : La Ligue des justiciers (Justice League) (saison 1, épisode 20 : Le Chevalier de l'ombre [1/2]) : Merlin (voix)
- 2002 : Herushingu (mini-série) : Commander Peter Fargason
- 2003 : R.O.D the TV : Toto Books Owner (voix anglaise)
- 2003 : Texhnolyze (Tekunoraizu) : Hirohisa Goto (voix anglaise)
- 2003 : Charmed (saison 5, épisode 15 : La Relève) : Merrill
- 2003 : Licensed by Royalty : Mister (voix anglaise)
- 2004 : Kingdom Hospital (Stephen King's Kingdom Hospital) : Narrateur (non crédité)
  - (saison 1, épisode 1 : La clochette de la mort, 1re partie)
  - (saison 1, épisode 2 : La clochette de la mort, 2e partie)
  - (saison 1, épisode 13 : Le commencement de la fin)
  - (saison 1, épisode 14 : Âmes innocentes, 1re partie)
  - (saison 1, épisode 15 : Âmes innocentes, 2e partie)
- 2005 : Gilmore Girls (saison 5, épisode 21 : Les Anciens de la ville) : Town Elder
- 2005 : Cold Case : Affaires classées (Cold Case) (saison 2, épisode 21 : Créatures de la nuit) : Dan O'Brien
- 2005 : Alias (saison 4, épisode 8 : Face à face) : Milo Sabine
- 2006 - 2007 : Biker Mice from Mars : Lawrence Limburger (voix)
  - (saison 1, épisode 06 : It's the Pits)
  - (saison 1, épisode 25 : Once Upon a Time on Earth: Part I)
  - (saison 1, épisode 26 : Once Upon a Time on Earth: Part II)
- 2007 : Esprits criminels (Criminal Minds) (saison 3, épisode 11 : Retour vers le passé) : John Caulfield
- 2009 : Lutins d'élite, mission Noël (Prep and Landing) (programme court) : The Big Guy (voix)
- 2009 : NCIS : Enquêtes spéciales (NCIS) (saison 6, épisode 13 : Le Porteur de mort) : Marcin Jerek / M. Pain
- 2010 : Prep & Landing Stocking Stuffer: Operation: Secret Santa : The Big Guy (voix)
- 2010 : Mad Men (saison 4, épisode 10 : À genoux) : Robert Pryce
- 2010 : Legend of the Seeker : L'Épée de vérité (Legend of the Seeker) : Keeper (voix)
  - saison 2, épisode 15 : La Créatrice)
  - (saison 2, épisode 19 : Extinction)
  - (saison 2, épisode 21 : Une nouvelle prophétie, 1re partie)
- 2011 : Prep & Landing: Naughty vs. Nice : The Big Guy (voix)
- 2011 : Dexter (saison 6, épisode 8 : La Putain de Babylone) : Père Nicholas Galway
- 2011 : Philadelphia (saison 7, épisode 10 : How Mac Got Fat) : Père Cullen
- 2011 : The AOF Channel (13 épisodes) : Morgan Sheppard
- 2011 : Doctor Who (saison 6, épisode 1 : L'Impossible Astronaute, première partie) : Vieux Canton Delaware
- 2012 : La Ligue des justiciers : Nouvelle Génération (Young Justice) (saison 2, épisode 2 : Terriens) : Sardath (voix)
- 2016 : Flynn Carson et les Nouveaux Aventuriers : Teddy Chislington (1 épisode)

#### Téléfilms
- 1973 : The Roses of Eyam : William Hancock
- 1974 : Antoine et Cléopâtre (Antony and Cleopatra) de Charlton Heston : Scarus
- 1978 : The Nativity : Flavius
- 1980 : Shogun : Specz
- 1984 : The Zany Adventures of Robin Hood : Saxon thief
- 1984 : Camille de Desmond Davis : Capitaine
- 1985 : Max Headroom: 20 Minutes Into the Future d'Annabel Jankel et Rocky Morton : Blank Reg
- 1985 : Les Douze Salopards 2 (The Dirty Dozen: The Next Mission) d'Andrew V. McLaglen : général allemand
- 1987 : La Vengeance du forçat (Gunsmoke: Return to Dodge) : Digger McCloud
- 1992 : Seduction: Three Tales from the 'Inner Sanctum' : Crane
- 1994 : Good King Wenceslas : Tomas
- 1994 : Libre comme l'oiseau (Following Her Heart) : père
- 1996 : La Loterie (The Lottery) de Daniel Sackheim : Mayor Warner
- 1997 : The Escape : Long
- 1998 : Pour tout l'or de l'Alaska (Goldrush: A Real Life Alaskan Adventure) de John Power : Whiskers
- 2003 : Arabesque : Le fils perdu (Murder, She Wrote: The Celtic Riddle) : Denny
- 2005 : Le Voyage d'une vie (Love's Long Journey) de Maryse Chartrand : Scottie
- 2007 : Une nouvelle donne (A Stranger's Heart) d'Andy Wolk : Fred Landreth
- 2010 : L'Arbre des vœux (Farewell M. Kringle) de Kevin Connor : Kris Kringle

### Jeux vidéo
- 1996 : Clandestiny : Andrew J. MacPhiles (voix)
- 1996 : Zork Nemesis : Francois Malveaux
- 1997 : Outlaws : 'Bloodeye' Tim (voix)
- 1999 : Medal of Honor : Col. Stanley Hargrove (voix)
- 2000 : Medal of Honor: Underground : Colonel Hargrove (voix)
- 2000 : Star Wars: Force Commander : Heavy Gun Trooper / Ruulian Strip Miner (voix)
- 2000 : Escape from Monkey Island : Ignatius Cheese (voix)
- 2001 : Metal Gear Solid 2: Sons of Liberty : Russian Soldier (voix anglaise)
- 2002 : Metal Gear Solid 2: Substance : Russian Soldier (voix)
- 2002 : Medal of Honor: Frontline : Colonel Hargrove (voix)
- 2002 : Medal of Honor: Allied Assault : Colonel Hargrove (voix)
- 2004 : The Chronicles of Riddick: Escape from Butcher Bay : Pink / Valya / Red (voix)
- 2009 : The Conduit : John Adams (voix)
- 2009 : The Chronicles of Riddick: Assault on Dark Athena : Senate / Pavlo (voix)
- 2009 : Afro Samurai : Daimyo / Assassin (voix)
- 2010 : Civilization V : Father / Narrator (voix)